# Pristaulacus disjunctus
Pristaulacus disjunctus är en stekelart som beskrevs av Jean-Jacques Kieffer 1904. Pristaulacus disjunctus ingår i släktet Pristaulacus och familjen vedlarvsteklar. Inga underarter finns listade i Catalogue of Life.